# کو کلاکس کلن

هموندان کو کلاکس کلن سلام نازی می‌دهند و هولوکاست را رد می‌کنند.

کو کِلاکس کِلَن (به انگلیسی: Ku Klux Klan) که معمولاً کِی‌کِی‌کِی (به انگلیسی: KKK) یا کِلَن (به انگلیسی: Klan) نامیده می‌شود، نام سازمان‌های همبسته‌ای در کشور ایالات متحده آمریکا در گذشته و امروز است که پشتیبان برتری نژاد سفید، یهودستیزی، نژادگرایی، ضدیت با آئین کاتولیک، بومی‌گرایی و نفرت نژادی هستند. آن‌ها برای رسیدن به اهداف خود به اعمال غیراخلاقی‌ای متوسل می‌شوند. برای نمونه پریشان ساختن شکل خود و ترساندن سیاه‌پوستان آمریکایی با استفاده از ابزار ترور، خشونت و ایجاد وحشت از جمله حربه‌های آنان جهت پیشبرد عقایدشان است.
پدر ملکوم ایکس توسط افراد این گروه کشته شده است.
کلوپ کلاکس کلان (KKK) یک گروه نژادپرست سفیدپوست است که در ایالات متحده در پی جنگ داخلی، به‌ویژه در سال ۱۸۶۵ تأسیس شد. این گروه در جنوب به‌عنوان واکنشی به دوره بازسازی شکل گرفت، زمانی که آفریقایی-آمریکایی‌ها حقوق و آزادی‌های جدیدی به دست آوردند. هدف KKK بازگرداندن سلطه سفیدپوستان و حفظ جداسازی نژادی از طریق ارعاب، خشونت و ترور بود.
کلوپ کلاکس کلان به‌خاطر استفاده از تاکتیک‌های ترس، از جمله اعدام‌های غیرقانونی، آتش‌سوزی و حملات فیزیکی علیه آفریقایی-آمریکایی‌ها و دیگر گروه‌های اقلیت شناخته شده است. اعضای این گروه معمولاً لباس‌های سفید و کلاهی می‌پوشیدند تا هویت خود را پنهان کنند و حس رمز و ترس ایجاد کنند. KKK تجمعات و رژه‌هایی برگزار می‌کرد که ایدئولوژی برتری سفیدپوستان و پاکی نژادی را ترویج می‌کرد. آن‌ها معتقد بودند که آمریکا باید کشوری برای سفیدپوستان باشد و به‌دنبال تضعیف حقوق آفریقایی-آمریکایی‌ها، مهاجران و دیگر جوامع حاشیه‌ای بودند.
در طول تاریخ خود، KKK چندین مرحله را پشت سر گذاشته است. موج اول آن در اواخر قرن نوزدهم، عمدتاً بر مخالفت با بازسازی و حقوق آفریقایی-آمریکایی‌ها متمرکز بود. این گروه در دهه ۱۸۷۰ به‌طور عمده توسط نیروهای فدرال سرکوب شد، اما در اوایل قرن بیستم دوباره ظهور کرد و با افزایش نژادپرستی و احساس ضدمهاجرت تقویت شد. این موج دوم KKK اهداف خود را گسترش داد و نه تنها به آفریقایی-آمریکایی‌ها بلکه به کاتولیک‌ها، یهودیان و مهاجران نیز حمله کرد و برنامه‌ای گسترده‌تر از پاکی نژادی و فرهنگی را ترویج کرد.
KKK در دهه ۱۹۲۰ به اوج خود رسید و میلیون‌ها عضو در سراسر کشور داشت. آن‌ها از تبلیغات، از جمله بروشورها و فیلم‌ها، برای گسترش پیام خود و جذب اعضای جدید استفاده کردند. با این حال، در پایان دهه، درگیری‌های داخلی و واکنش عمومی منجر به کاهش عضویت و نفوذ آن‌ها شد.
در دهه‌های ۱۹۵۰ و ۱۹۶۰، در دوران جنبش حقوق مدنی، KKK دوباره به‌عنوان یک مخالف خشن ادغام نژادی و حقوق مدنی آفریقایی-آمریکایی‌ها ظاهر شد. آن‌ها مسئول بسیاری از اعمال خشونت‌آمیز، از جمله بمب‌گذاری‌ها و قتل‌ها، علیه فعالان حقوق مدنی و جوامع سیاه‌پوست بودند.
امروزه KKK بسیار کوچک‌تر شده و به‌صورت پراکنده‌تری فعالیت می‌کند، اما هنوز وجود دارد و به ترویج نفرت و خشونت ادامه می‌دهد. این گروه به‌خاطر باورها و اقدامات نژادپرستانه‌اش به‌طور گسترده‌ای محکوم شده است. درک تاریخ KKK برای شناسایی مسائل جاری نژادپرستی و عدم تحمل در جامعه و نیاز به تلاش‌های مستمر برای برابری و عدالت برای همه مهم است.

## واژه‌شناسی
نام کو کلاکس کلن از آمیزش واژه یونانی kuklos به معنای «حلقه» و واژه انگلیسی clan به معنای «طایفه» پدید آمده‌است.

## تاریخچه
این گروه نخستین بار در ۱۸۶۵ میلادی به دست کهنه‌سربازان ارتش کنفدراسیون آمریکا بنیاد نهاده شد. اهداف آن‌ها جلوگیری از بازسازی و سنگ انداختن در کار جمهوری‌خواهانی بود که در جنگ پیروز شده و برده‌داری را لغو نموده بودند. آن‌ها به تندی راه خشونت را پیش گرفتند. در واکنش به کردارشان، در آغاز آنان فعالیت‌های کو کلاکس کلن را دروغ دانسته و آن را بهانه‌ای برای پیشروی ارتش فدرال به ایالت‌های متحد جنوبی می‌خواندند. سرانجام یولیسیز اس. گرانت رئیس‌جمهور آمریکا در آغاز دهه ۱۸۷۰ و با بهره‌گیری از زور و اعلامیه حق شهروندی ۱۸۷۱ آمریکا آن‌ها را نابود ساخت.

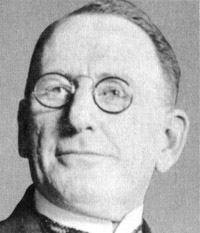
ویلیام جوزف سیمونز؛ بنیانگذار کو کلاکس کلان در سال ۱۹۱۵

در ۱۹۱۵ جریان دیگری پا گرفت و از همان نام پیشین کو کلاکس کلن بهره برد. اینان از نیروی تازه و کاری‌ای بهره می‌گرفتند؛ ابزار ارتباط همگانی. نخست فیلمی ساخته شد به نام تولد یک ملت و آنگاه روزنامه‌ای سامی‌ستیز با شور به دادگاهی که در آن یک یهودی به تجاوز جنسی به کودکی محکوم شده بود، پر و بال داد و موجی تازه و پرشور در آمریکا به راه انداخت. این بار، گروه کو کلاکس کلن با نیرو و اندوخته بسیار، دارای سازماندهی ملی و ایالتی نیز شد و میلیون‌ها تن بدان پیوستند. دهه ۱۹۲۰ اوج کامیابی کو کلاکس کلن بود. جریان دومی که از آن سخن گفته می‌شود به ویژه نژادگرا، کاتولیک‌ستیز، بومی‌گرا و یهودی‌ستیز و پیرو کمونیسم ستیزی بود. برخی از شاخه‌های بومی این گروه دست به پاره‌ای به دار کشیدن‌های بی‌دادرسی و دیگر کنش‌های خشن زدند. در اوج رکود اقتصادی آمریکا و تا پیش از جنگ جهانی دوم، این گروه با پذیرش همگانی روبرو شد. 
نام کو کلاکس کلن از سوی بسیاری از گروه‌هایی که با اعلامیه جهانی حقوق بشر مخالفند یا باورمندان به جدایی نژادی به کار برده می‌شود. در دهه‌های ۱۹۵۰ و ۱۹۶۰ این گروه‌ها دست به یک سری کارهای خشن مانند بمبگذاری‌هایی که به کشتار کودکان و کارگران انجامید، زدند.
طی سال‌های متوالی همواره گزارش‌هایی از مناطقی مانند استنفورد، می سی سی پی، آلاباما و.... ضبط شده، در رابطه با دیده شدن این افراد یا مراسم‌هایی به صورت پنهانی.
اما امروزه آثار کمی از این افراد باقی‌مانده و مردم در عید هالووین برای شوخی لباس مبدل آنان را می‌پوشند و به در خانه‌ها رفته و شکلات طلب می‌کنند.
فیلمی به نام فارست گامپ با بازی تام هنکس، با پرداختن به همین موضوع در لایه‌های پنهان فیلمنامه‌اش ساخته شده است.

## شیوه‌های قتل سیاهان
لینچ (lynching) روشی بود که اعضای این گروه، سیاه پوستان را به صورت تک نفره یا دسته جمعی آغشته به قیر می کردند و سپس آنها را آتش می زدند.
دار از ارتفاع پست به شکلی بود که فردی که قرار بود دار زده شود، فاصله نوک انگشتان او از زمین تنها چند میلی متر بود؛ یعنی سیاه پوستان برای حفظ جان خود مجبور بودند روی نوک پاهای خودشان بایستند.